# Mary River, Nunavut (vattendrag)
Mary River är ett vattendrag i Kanada.   Det ligger i territoriet Nunavut, i den nordöstra delen av landet, 2 900 km norr om huvudstaden Ottawa.
Trakten runt Mary River består i huvudsak av gräsmarker. Trakten runt Mary River är nära nog obefolkad, med mindre än två invånare per kvadratkilometer.